# Krasnyj Luč (Russia)
Krasnyj Luč è un insediamento di tipo urbano della Russia europea nordoccidentale, situato nella oblast' di Pskov; appartiene amministrativamente al rajon Bežanickij.